# 동학혁명 유적지
동학혁명 유적지는 충청북도 옥천군 청산면 한곡리에 있다. 2009년 12월 28일 옥천군의 향토유적 제2009-2호로 지정되었다.

## 개요
1894. 10. 16(음력, 9. 18)에 천도교 2세 교주 해월 최시형이 동학교도들의 봉기를 촉구한 재기포령을 내렸던 역사적인 곳으로 향토유적으로 지정하여 보존한다.